# Aeroportul Barstow-Daggett
Aeroportul Barstow-Daggett (IATA: DAG, ICAO: KDAG, FAA LID: DAG) este un aeroport din California, Statele Unite ale Americii ce deservește zona Barstow⁠(d). A fost numit după zona deservită.
Situat la o altitudine de 588 m, aeroportul dispune de 2 piste.

## Infrastructură

### Piste
Aeroportul dispune de 2 piste. Pista 04/22 are suprafața de asfalt și dimensiunile 5.123 picioare × 100 picioare. Pista 08/26 are suprafața de asfalt și dimensiunile 6.402 picioare × 150 picioare. 